# Piet den Boer (voetballer)
Piet den Boer (Rotterdam, 17 maart 1958) is een Nederlands oud-voetballer. Hij was een spits die eind jaren 80 furore maakte bij het Belgische KV Mechelen, met wie hij de beker, landstitel en Europacup II veroverde in het seizoen 1987/88. Tegenwoordig is Den Boer werkzaam als bankier bij een Nederlandse bank.

## Carrière
Piet den Boer groeide op in de Rotterdamse wijk Charlois. Op jonge leeftijd sloot hij zich aan bij de plaatselijke amateurvereniging CVV. Nadien maakte hij de overstap naar Xerxes. In 1981 versierde de 23-jarige aanvaller een transfer naar Excelsior, dat toen in de Eerste Divisie uitkwam. Den Boer werd met 26 doelpunten topschutter en dwong met Excelsior in de nacompetitie de promotie naar de Eredivisie af.
Hoewel Den Boer verscheidene aanbiedingen kreeg van Nederlandse clubs uit de hoogste divisie, besloot hij in 1982 in te gaan op het lucratieve aanbod van de Belgische tweedeklasser KV Mechelen. In zijn eerste seizoen bij Mechelen, dat in die periode geleid werd door zijn landgenoot Leo Canjels, was Den Boer goed voor vijftien goals. De club werd kampioen en promoveerde in 1983 naar de Eerste Klasse. Ook op het hoogste niveau speelde de spits zich als stormram van Mechelen in de kijker. In het seizoen 1984/85 scoorde hij veertien keer en werd hij verkozen tot populairste speler van de club.

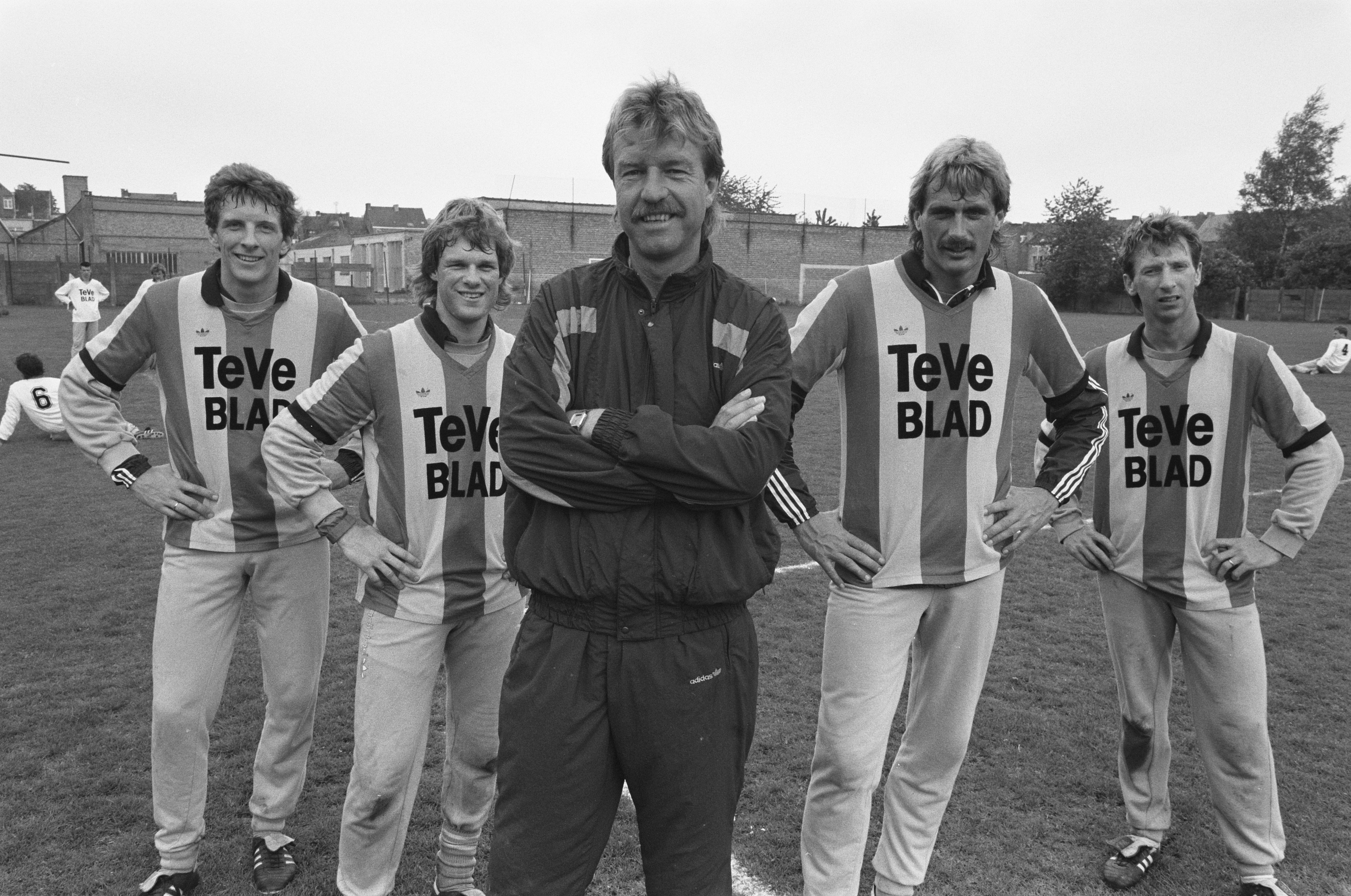
De Nederlanders van KV Mechelen: Graeme Rutjes, Erwin Koeman, trainer Aad de Mos, Piet den Boer en Wim Hofkens (1988).

Vanaf het seizoen 1985/86 veranderde de sportieve situatie van KV Mechelen drastisch. Voorzitter John Cordier investeerde veel geld in de club en haalde in samenspraak met de Nederlandse trainer Aad de Mos talentvolle spelers als Michel Preud'homme, Lei Clijsters, Pascal De Wilde, Eli Ohana, Paul De Mesmaeker en Marc Emmers naar Mechelen. De Nederlanders Erwin Koeman, Wim Hofkens en Graeme Rutjes, die ook bij Excelsior een ploegmaat van Den Boer was, maakten in die periode eveneens de overstap naar België. In korte tijd groeide KV Mechelen in België uit tot een topclub. In 1987 werd de beker gewonnen door in de finale met 1-0 te winnen van Club Luik. Den Boer scoorde na 30 minuten het enige doelpunt van de finale.
Een jaar later mochten Den Boer en zijn ploegmaats deelnemen aan de Europacup II. Mechelen schakelde onder meer St. Mirren en Atalanta Bergamo uit en bereikte de finale. Daarin moest de club het opnemen tegen De Mos' ex-werkgever Ajax. De finale in Straatsburg werd met 1-0 gewonnen. Den Boer scoorde op aangeven van Ohana het enige doelpunt van de wedstrijd. In het seizoen 1988/89 stak Mechelen de Belgische topclub RSC Anderlecht naar de kroon. De Mechelaars schakelden de Brusselaars niet alleen uit in de tweede ronde van de Europacup II, maar veroverden ook de landstitel. Hoewel ploegmaats als Emmers, Preud'homme en Clijsters eind jaren tachtig regelmatig gelauwerd werden, werden de doorslaggevende prestaties van Den Boer nooit beloond met een individuele prijs. Hij schopte het ook nooit tot het Nederlands voetbalelftal, hoewel zijn landgenoten Koeman, Hofkens en Rutjes wel geselecteerd werden. Onder meer toenmalig Anderlecht-trainer Raymond Goethals was nochtans een grote bewonderaar van de spits.
In 1989 werd Goethals bij Anderlecht opgevolgd door De Mos. In zijn zog maakten tal van spelers van Mechelen ook de overstap naar Anderlecht. Goethals zelf ging met zijn assistent Martin Lippens aan de slag bij Girondins de Bordeaux en overtuigde ook Den Boer om naar Frankrijk te verhuizen. De Nederlandse spits scoorde veertien doelpunten voor Bordeaux en werd samen met Klaus Allofs en Jean-Marc Ferreri topschutter van de club. Bordeaux sloot het seizoen af als vicekampioen. In 1990 vertrok Den Boer naar SM Caen, waar hij een ploegmaat werd van onder meer Jesper Olsen en Rudi Garcia. Bij de middenmoter kwam hij slechts vier keer tot scoren.
Na twee seizoenen in Division 1 keerde de 33-jarige spits terug naar België. Van 1991 tot 1993 verdedigde hij de kleuren van vierdeklasser KFC Tielen. Na zijn carrière als voetballer begon hij een loopbaan als bankier.
In 2018 kondigde hij aan deel te nemen aan de lokale verkiezingen te Mechelen als onafhankelijke op de lijst Open Vld-Groen-M+ van Bart Somers en Kristof Calvo. Omdat hij Nederlander is en hij zich niet geregistreerd had als kiezer, mocht hij geen kandidaat zijn.. In 2024 raakte hij wel verkozen.

## Statistieken
| Seizoen | Club                  | Competitie     | Wed. | Goals |
| ------- | --------------------- | -------------- | ---- | ----- |
| 1981/82 | Excelsior             | Eerste divisie | 34   | 26    |
| 1982/83 | KV Mechelen           | Tweede klasse  | 30   | 15    |
| 1983/84 | KV Mechelen           | Eerste klasse  | 30   | 9     |
| 1984/85 | KV Mechelen           | Eerste klasse  | 34   | 14    |
| 1985/86 | KV Mechelen           | Eerste klasse  | 27   | 8     |
| 1986/87 | KV Mechelen           | Eerste klasse  | 32   | 15    |
| 1987/88 | KV Mechelen           | Eerste klasse  | 30   | 16    |
| 1988/89 | KV Mechelen           | Eerste klasse  | 30   | 13    |
| 1989/90 | Girondins de Bordeaux | Divison 1      | 37   | 14    |
| 1990/91 | SM Caen               | Divison 1      | 34   | 4     |
| 1991/92 | KFC Tielen            | Vierde klasse  | 29   | 15    |
| 1992/93 | KFC Tielen            | Vierde klasse  | 16   | 7     |
| TOTAAL  | TOTAAL                | TOTAAL         | 363  | 156   |

## Erelijst
KV Mechelen
- Tweede klasse: 1982/83
- Beker van België: 1986/87
- Europacup II: 1987/88
- Europese Supercup: 1988
- Eerste klasse: 1988/89

Individueel
- Topscorer Eerste divisie: 1981/82 (26 doelpunten)
- Topscorer KV Mechelen: 1983/84, 1984/85, 1985/86, 1988/89, 1988/89
- Topscorer Girondins de Bordeaux: 1989/90 (14 doelpunten)